# Arusha (huyện)
Arusha là một huyện thuộc vùng Arusha, Tanzania. Thủ phủ của huyện Arusha đóng tại Arusha. Huyện Arusha có diện tích 83 ki lô mét vuông. Đến thời điểm điều tra dân số ngày 25 tháng 8 năm 2002, huyện Arusha có dân số 281608 người.